# Victor Sikora
Pour les articles homonymes, voir Sikora.
Victor Sikora est un footballeur néerlandais né le 11 avril 1978 à Deventer. Il évolue au poste d'attaquant.

## Carrière
- 1994-1999 : Go Ahead Eagles ( Pays-Bas)
- 1999-2002 : Vitesse Arnhem ( Pays-Bas)
- 2002-2004 : Ajax Amsterdam ( Pays-Bas)
- 2004-2005 : SC Heerenveen ( Pays-Bas)
- 2005-2008 : NAC Breda ( Pays-Bas)
- 2008 : FC Dallas ( États-Unis)
- 2008-2012 : Perth Glory ( Australie)[1]

## Palmarès
- Champion des Pays-Bas en 2004 avec l'Ajax Amsterdam